# Phyllolabis peusi
Phyllolabis peusi är en tvåvingeart som beskrevs av Alexander 1961. Phyllolabis peusi ingår i släktet Phyllolabis och familjen småharkrankar. Inga underarter finns listade i Catalogue of Life.